# Picentinusok
A picentinusok ősi nép Itáliában, amely az i. e. 3. században emelkedett ki a Római Birodalom idején.

## Története
A picentinusok valószínűleg az i. e. 9. századtól telepedtek meg az Adriai-tenger délnyugati partján, Marche régióban, és elsősorban kunyhófalvakat építettek dombtetői településekként. Az első kőépületek az i. e. 7. századból származnak. Az i. e. 5. századtól a picentinusok az etruszkoktól és a görögöktől a téglalap alakú kőépületeket vették át cseréptetővel.
A nép az i. e. 6. és i. e. 5. században virágzó időszakot élt át, amikor részesült a területén áthaladó etruszk és görög kereskedelmi útvonalakból. Az ebből az időszakból származó sírtárgyak kereskedelmi kapcsolatokat mutatnak egészen Kis-Ázsiáig. Még az Indiai-óceánból származó porceláncsigákat is találtak. Az Alpokon át észak felé tartó kereskedelmi kapcsolataikat is gyanítják, de még nem bizonyították. Ebben az időszakban érte el legnagyobb kiterjedését fővárosuk, Numana is. A picentinusokat súlyosan érintette az itáliai kelta invázió, de átvettek néhány kelta szokást is, ami többek között a kelta karddal és sisakkal, valamint üveg karkötőkkel felfegyverzett sírsztélék kialakításában is megmutatkozik, amely tipikus kelta stílusú. I. e. 400-tól 350-ig a 4. században birodalmuk gyorsan leromlott. 295-ben a rómaiak legyőzték a picentinusok maradványait a sentinumi csatában, akik beolvadtak a birodalmukba. Önálló kultúrájuk végét Picenum római elfoglalása jelentette i. e. 268-ban.

## Kultúrájuk
A picentinusokról keveset tudunk, ami elsősorban a csekély számú régészeti leletnek tudható be, amelyek főleg sírtárgyakból és csak elvétve származnak településről. Ezen kívül számos picentinus műtárgy megsemmisült az anconai múzeum szövetséges bombázása során a második világháború alatt. Az 1960-as években apró településmaradványokat fedeztek fel Osimo és Ancona közelében. Sokkal fontosabbak a novilarai nekropolisz feltárásai, ahol a fémkori leletek mellett egy mészkő sztélét is találtak, amely a mai napig szinte az egyetlen bizonyítéka az északi-pikeni nyelvnek, amelyet még nem sikerült megfejteni.besorolatlannak tekinthető és nem kapcsolódik a (Dél-)Picenumhoz. A sztélé a pesarói Oliveriano Régészeti Múzeumban található.
G. D. Lollini a sírokból származó régészeti maradványok alapján hat szakaszra osztja a picentinus kultúrát:
- Piceno I: 900–800
- Piceno II: 800–700
- Piceno III: 700–580
- Piceno IVA: 580–520
- Piceno IVB: 520–470
- Piceno V: 470–385 és
- Piceno VI: 385–268 időszámításunk előtt

## A picentinusok településének környéke
Picenum tényleges római kor előtti határai északon Novilaráig terjedtek (az egész északi terület erős umber befolyásnak volt kitéve az i. e. 5. századtól), délen pedig Ascoli Picenóig. A délre eső teramán terület már a pretuttiaké volt, akiket a közép-adriai kultúra részének tekintenek.
Fontos picentinus nekropoliszok: Novilara, Ancona, Camerano, Sirolo-Numana, Recanati, Pianello di Castelbellino az Észak-Picenum, Matelica (Macerata), Tolentino, San Severino, Fabriano a Közép-Picenum és Belmonte Piceno, Grottazzolina, Cupramarittima a déli részén, Grottammare, Montegiorgio és Ripatransone.
A picentinusokat esetenként a közép-adriai kultúrának tulajdonítják, bár településük délen a picentinusokkal határos.

## Capestranói harcos
A „Capestranói harcos” egy sírszobor, amelyet a 19. század elején találtak az azonos nevű temetőben egy női torzóval és más szobrok töredékeivel együtt, amelyeket jelenleg a Museo Archeologico Nazionale di Chietiben őriznek. Gyakran a picentin kultúrának tulajdonítják.
A szoborhoz kapcsolódó temetkezés nem ismert, bár a capestranói nekropolisz nagy részét, mintegy 200 sírral, feltárták. A szobrászról és az ábrázolt személyről a bal oldali tartóoszlopra faragott felirat ad tájékoztatást dél-picentin nyelven: „ma kupri koram opsut aninis raki nevíi pomp[uled]íi” (átírás A. La Regina javaslata alapján németből: „milyen szép képet alkotott Aninis Nevio Pomuledio királynak”). A sírszobron ábrázolt fegyverek, mint a hüvelyében lévő hosszú kard, a mellvért és a két lándzsa, valamint a nyak- és kardíszek és a szandálok a legapróbb részletig valódi tárgyakról mintázódtak, mint pl. amilyenek a korai archaikus korszak Abruzzóból származó sírtárgyak.

## Fordítás
- Ez a szócikk részben vagy egészben  a   Picener című német Wikipédia-szócikk ezen változatának fordításán alapul.  Az eredeti cikk szerkesztőit annak laptörténete sorolja fel. Ez a jelzés csupán a megfogalmazás eredetét és a szerzői jogokat jelzi, nem szolgál a cikkben szereplő információk forrásmegjelöléseként.